# Виль-Савуа
Виль-Савуа́ (фр. Ville-Savoye) — коммуна во Франции, находится в регионе Пикардия. Департамент коммуны — Эна. Входит в состав кантона Фер-ан-Тарденуа. Округ коммуны — Суасон.
Код INSEE коммуны — 02817.

## Население
Население коммуны на 2010 год составляло 58 человек.
| 1962 | 1968 | 1975 | 1982 | 1990 | 1999 | 2010 |
| ---- | ---- | ---- | ---- | ---- | ---- | ---- |
| 64   | 64   | 71   | 55   | 55   | 58   | 58   |

## Экономика
В 2010 году среди 33 человек трудоспособного возраста (15—64 лет) 27 были экономически активными, 6 — неактивными (показатель активности — 81,8 %, в 1999 году было 77,8 %). Из 27 активных жителей работали 24 человека (13 мужчин и 11 женщин), безработных было 3 (2 мужчин и 1 женщина). Среди 6 неактивных 4 человека были учениками или студентами, 1 — пенсионером, 1 был неактивным по другим причинам.